# Au ICカード
au ICカード（エーユー アイシーカード）は、auブランドを展開するKDDIおよび沖縄セルラー電話の、第3.5世代移動通信システム （3.5G）サービスのCDMA 1X WIN（後のau 3G）の多くの端末や第3.9世代移動通信システム（LTE）サービスのau 4G LTEで採用されているR-UIMカードである（ただし、「au Nano IC Card 04 (VoLTE)」および「au Nano IC Card 04 LE」については、R-UIMカードではなく、UIMカードである。理由は後述）。KDDIテクノロジーおよび大日本印刷、シュルンベルジェセマが共同開発した。

## 概要

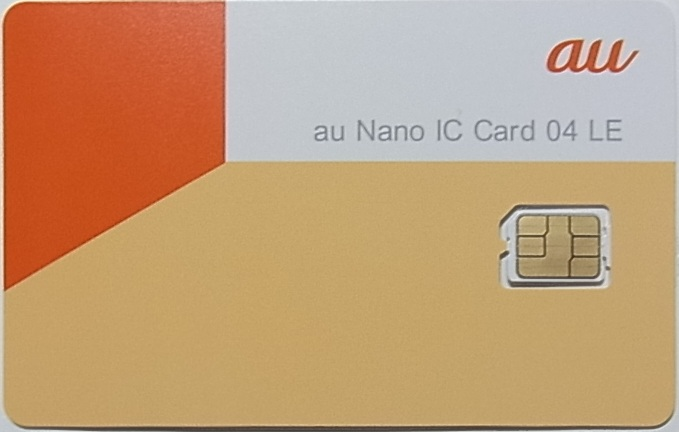
au Nano IC Card 04 LE。カード本体は金色の部分周辺を台紙から切り取って使う。

NTTドコモのFOMAカード→ドコモUIMカード (FOMA・Xi)、ソフトバンクモバイルのSoftBank 3G USIMカード (SoftBank 3G)、イー・モバイルのEM chipといった、他社で用いられているUIMカードと同じく電話番号などの情報が書き込まれている。R-UIMカードを挿しかえることで海外で使用するGSM携帯端末（グローバルパスポートGSM）などで自分の電話番号を使用できる。
現在製造は大日本印刷とジェムアルトが担当している。なお、端子仕様についてはver.001とMicro02が旧アクサルト日本法人、ver.002が旧日本ジェムプラスがそれぞれ策定したものである。

## 機能制限
UIMカードを用いる他社のシステムと異なる点として、フィーチャーフォンや一部を除く3Gスマートフォンでは、一つの端末につき一つのUIMカードしか利用できない点があげられる。そういった端末では、最初に挿入・起動されたau ICカードでのみ使用でき、このカードが挿入されていない場合、あるいはすでに端末に登録されているものとは異なるau ICカードが挿入されている場合、機能制限がかかる。制限される機能には、電話の発着信・EZweb・Eメール（キャリアメール）およびCメールの送受信、GPS機能といった通信機能すべてと、EZアプリや一部のEZ Felica (おサイフケータイ)、LISMO Player（またはau Music Player）による音楽 (着うたフル・着うたフルプラス)やLISMO Videoを含むビデオクリップ等の再生・データフォルダ内の著作権保護データの再生などがある。ただし、LTE/VoLTE端末ではこのような機能制限はかからない。
一度 au ICカードを装着して起動された端末に別のau ICカードを挿して使用する場合は、使用前にauショップなどでの変更手続き（『ロッククリア』と呼ばれる；有料・消費税込2160円/回）が必要である。この制限があるため、端末を一時的に借りて使うことはできない。この仕様についてKDDIは「たとえば携帯を盗まれた場合、どのSIMカードを差してもそのまま端末が使えることを防ぐための措置」としている。この制限は端末についてのものであり、1つのカードを複数の端末で使うことは可能である。例えば、au ICカード対応機種同士で機種変更をした場合、変更前の端末はそのままau ICカードを差し替えて利用できる。ただし、いったんau ICカードに対応しないスマートフォンを経由した機種変更の場合、以前のau ICカード対応機種は古いSIMカードに対してひも付いているため、auショップ等の店頭においてロッククリアの手続きが必要となる。
au ICカード自体はSIMフリーの端末に挿せば、そのまま普通のR-UIMカードとして振る舞い、端末を使用することができる。またソフトバンクモバイルが採用しているカード未挿入状態での端末ロックはなく、au ICカード未挿入の状態で電源を入れても一部機能は使用可能である。通話（電話）機能およびパケット通信機能、キャリアメール、Eメール、Cメール、EZアプリ、一部のEZ Felica、ワンセグ、LISMO Player (旧・au Music Player) を除くほとんどの機能が使用可能である。スマートフォンではパケット通信を利用するアプリケーションやキャリアメール、Cメール、通話機能以外は全て利用が出来る。無線LANを利用する通信はau ICカードを入れていない状態でも制限されない。au IDと紐付けした機種1台まで利用できるau Wi-Fi SPOTや、公衆無線LANサービスを契約することで、またWiMAXなど他の通信契約による利用で、無線LANを利用できる。
他社と異なり電話番号・メールアドレス変更時は引き続き使用できるがEZwebの再加入時はauショップにてau ICカードの再発行が必要である。発行手数料は無料。その際、SIMカードと端末が紐付けされるが、同時になら無料で3台までロッククリア可能。

### 機能制限を受けない機種
以下に示す機種はロックが掛からないため、auショップでのロッククリアの手続きは不要。これらは全てスマートフォンである。いずれも未挿入の状態ではパケット通信を利用するアプリなどは利用できない。ただし、「LTE契約のSIMを3G機種で使用」と、「3G契約のSIMをLTE機種で利用」はできず、仮に挿入した場合でも未挿入と同じ状態となる。また、au 4G LTEの全機種ではネットワーク利用制限携帯電話機照会により「×」と判定された機種はLTEでは通信不可だが、3Gでの通信は可能である。
2016年（平成28年）8月現在
- SIRIUS α IS06 (CDMA PTI06)
- MIRACH IS11PT (CDMA PTI11)
- Xperia acro IS11S(CDMA SOI11)
- EIS01PT(CDMA PT01E)
- Windows Phone IS12T(CDMA TSI12)
- GALAXY S II WiMAX ISW11SC(CDMA SCI11)
- Optimus X IS11LG(CDMA LGI11)
- MOTOROLA RAZR IS12M(CDMA MOI12)
- Xperia acro HD IS12S(CDMA SOI12)
- HTC J ISW13HT(CDMA HTI13)
- URBANO PROGRESSO(CDMA KYY04)
- ARROWS Z ISW13F(CDMA FJI13)
- AQUOS PHONE SL IS15SH(CDMA SHI15)
- AQUOS PHONE SERIE ISW16SH(CDMA SHI16)
- AQUOS PHONE CL IS17SH(CDMA SHI17)
- iPhone 4s
- iPhone 5以降のiPhone、およびINFOBAR A02 (CDMA HTX21)、URBANO L01 (KYY21) を含むau 4G LTEの全機種

## au ICカード対応機種

### micro SIMカードを用いる機種
| au ICカード ver.001 |  | MicroSIMサイズにカットしたau ICカード ver.001と残った外枠 |
| au ICカード ver.001 |  | MicroSIMサイズにカットしたau ICカード ver.001と残った外枠 |

microSIMのau Micro ICカードは基本的にmicroSIM対応機種しか使用できないが、アダプターを使用することにより通常のau ICカード機種でも使用は可能。端末を中古などで購入したときのロッククリアは、microSIM対応機種では受け付けてもらえるが、通常サイズの機種へは受け付けてもらえない場合がある。カードの仕様はVer.002を元にしているためL800MHz (旧800MHz・Band-Class 3) のみ対応の機種では使用できない。なお、通常のau ICカードをmicroSIMサイズにカットして挿入した場合、この一覧と前述の機能制限を受けない機種の一覧にあるiPhone 4sとIS12Mは認識する。
なお、micro au ICカード (3G)とau Micro IC Card (LTE)は契約上全く別のカードである。また、VoLTE対応ケータイのau ICカードはau Nano IC Card (LTE)とau Nano IC Card 04とau Nano IC Card 04 LEが混在する。詳しくはauのサイトの各機種のスペックを参照。
2016年8月現在
- micro au ICカード (3G)
  - iPhone 4s
  - ARROWS ES IS12F(CDMA FJI12)
  - MOTOROLA RAZR IS12M(CDMA MOI12)
  - URBANO PROGRESSO(CDMA KYY04)
  - AQUOS PHONE SL IS15SH(CDMA SHI15)
  - AQUOS PHONE SERIE ISW16SH(CDMA SHI16)
  - ARROWS Z ISW13F(CDMA FJI13)
  - PT003(CDMA PT003)
  - mamorino3(KYY05)
  - GRATINA KYY06
  - MARVERA KYY08
  - MARVERA2 KYY09
  - GRATINA2 KYY10

- au Micro IC Card (LTE)
  - 後述のau Nano IC Card対応機種を除くxxL20シリーズのスマートフォン (SOL21など)
  - iPad (第4世代) Wi-Fi+Cellularモデル
  - Wi-Fi WALKER LTE/WiMAX 2+シリーズ
  - USB STICK LTE
  - Speed USB STICK U01
  - Speed Wi-Fi NEXT W01/W02/W03/W04
  - Speed Wi-Fi HOME L01

### au Nano IC Card (LTE)を用いる機種
2017年9月現在
- iPhone 5
- iPhone 5s/iPhone 5c
- iPhone 6/iPhone 6 Plus[6]
- iPhone 6s/iPhone 6s Plus[6]
- iPhone SE[6]
- iPhone 7/iPhone 7 Plus[6]
- iPad Air全モデル
- iPad mini (第1世代)
- iPad mini (第2世代)
- iPad mini 3
- URBANO L01 (KYY21)
- isai LGL22
- URBANO L02 (KYY22)
- AQUOS PHONE SERIE mini SHL24
- AQUOS SERIE SHL25
- DIGNO(R) M KYL22
- isai FL LGL24
- TORQUE G01
- URBANO L03 (KYY23)
- htc J butterfly HTL23
- Xperia™ Z3 SOL26
- SHT22
- Fx0 LGL25
- AQUOS K SHF31
- GRATINA 4G KYF34[7]
- Speed USB STICK U03

### au Nano IC Card 04 (VoLTE)を用いる機種
2017年9月現在
- xxV30シリーズ以降のAndroidスマートフォン (SOV31など)
- xxF30シリーズ以降の以下のケータイ
  - AQUOS K SHF32
  - GRATINA 4G KYF31[7]
  - AQUOS K SHF33
- Qua station

### au Nano IC Card 04 LEを用いる機種
2017年9月現在
- iPhone 8/8 Plus/iPhone X以降のiPhone[8]
- iPad mini 4/iPad Pro以降のiPad[9]
- xxF30シリーズ以降の一部[10]を除くケータイ (KYF32、mamorino Watchなど)
- xxT30シリーズ以降のタブレット (SOT31など)
- 2017年冬モデル以降のデータ通信端末 (Speed Wi-Fi HOME L01s、Speed Wi-Fi NEXT W05など)

### au Nano IC Card (LTE)におけるVoLTEの対応
iPhone 6/6 Plus/6s/6s Plus/SE/7/7 Plusは、設定をすることでau Nano IC Card (LTE)でもVoLTEを利用することができる。なお、iPhone 6s/6s Plus/SE/7/7 Plusはau Nano IC Card 04 (VoLTE)にも対応しているが、購入する際、以前からau Micro IC Card (LTE)またはau Nano IC Card (LTE)を使用していれば、au Nano IC Card (LTE)に交換、または差し替えでの利用となる。

## au ICカード非対応機種(N800MHz帯サービス開始以降)
以下の機種はW2x以前の全てとW3x、W4xの一部機種と同じく回線情報を直接本体に書き込むためICカードに対応していない。ROM機とも呼ばれる。
通信を利用するにはauショップでの手続きが必要である。
なお、以下には2012年（平成24年）7月22日に利用が終了したL800MHz (旧800MHz・CDMA Bandclass 3／JTACS) 帯専用機種は含まない。
2015年3月現在
- HTC EVO WiMAX ISW11HT(CDMA HTI11)
- HTC EVO 3D ISW12HT(CDMA HTI12)
- MOTOROLA PHOTON ISW11M(CDMA MOI11)[11]
- あんしんGPS KYS11[12]

## MVNOでのau ICカードの扱い
mineoやUQ mobileと言ったauのネットワークを利用するMVNOでもau ICカードが利用されている。5G、4G LTEおよびVoLTE対応機種のみ利用可能であり、既存の3G端末は利用出来ない。
当初はVoLTE対応機種向けのSIMカードの提供はなかったが、2015年10月29日にはJ:COM MOBILEで提供を開始したのを皮切りに、mineoやUQ mobile等のMVNOでもVoLTE対応を開始している。
au本体のSIMカードとの違いとして、
- UQ mobileが提供するSIMはVoLTE対応・非対応問わずUQ mobile専用のSIMパッケージを採用。
- UQ mobileを除いたMVNOでは、VoLTE非対応の場合はauと同等のSIMパッケージを、VoLTE対応ではUQ mobileとは異なるMVNO専用のSIMパッケージを採用。
- VoLTE非対応の場合はmicro、nanoの2サイズが提供されるが、VoLTE対応ではmini～nanoの3サイズに対応するMulti SIMカードを採用。
- VoLTE非対応機種ではSIMロックの解除が不要で利用出来たが、VoLTE対応機種ではMVNOとは言え使用するネットワークは同じものの、他社扱いになりSIMに制限がかけられている為、SIMロックの解除が必要である[13]。
- よって、一部機種を除き、SIMロック解除義務化が始まった2015年5月以前に発売された機種では利用出来ない。

MVNOに対応する機種か否かは、各MVNO事業者のホームページにて確認出来る。

## au ICカードの種類

### 通常カード
新規契約時にauから貸与されるカード。なお「通常カード」の名称は正式名称ではない。
カードはジェムアルト（現タレスDISジャパン）製、大日本印刷製、東芝製、ギーゼッケ アンド デブリエント製、アイデミア・ジャパンがあり、紙製の台紙に製造元の記載がある。
製造元でICCIDが異なり、カード番号の先頭の数字により以下のとおりとなっている。6桁目まではカードのメーカーに関係なく共通で、1-2桁目の89は産業識別で「電気通信」、3-4桁目の81は日本の国番号、5-6桁目の30はKDDI・沖縄セルラー電話の事業者番号となっている。
- 8981300 01：大日本印刷製
- 8981300 02：ジェムアルト製
- 8981300 03：東芝製
- 8981300 05：ギーゼッケ アンド デブリエント製
- 8981300 07：アイデミア・ジャパン製

対応機種は上記記載を参照。
- mini SIMカード
  - ver.001 - IC面はオレンジの地に白で「au by KDDI」のロゴが描かれている。ICの反対の面は 白地で黒色でICCIDが刻まれている。NFCサービスの認証に対応していないことからNFC対応機種ではNFC機能が利用できないが、3G・WiMAX通信やその他の機能は利用可能である。このためNFCを利用するには後述のver.002への交換が必要である。ジェムアルト製の端子仕様は旧アクサルトのもの。
  - ver.002 - IC面の色が茶色と白のストライプの地にオレンジで「au by KDDI」のロゴが描かれている。N800MHz帯 (新800MHz・Band Class 0 Band Subclass 2) の周波数帯に対応していないW32H、W32S、W41H、W41S、W41CA、W42CA、W42H、W43CA、W43H、W43Kでは使用できない (挿入起動後に端末自体が使用不能になるトラブルがW42H、W43Hで確認されている)。これらの機種は2012年7月22日以後通信が利用できなくなった。
  - au IC Card 02 (3G) - auが現行ロゴになったのにも併せて、ICCIDが刻まれている箇所除きカード表裏とも色はオレンジで、その裏面にauの現行ロゴと3Gと①が書かれている物に変更された。仕様はver.002と変わらない。
- micro SIM カード
  - micro au ICカード (Micro 02) - ver.002を元にしたサイズ違いのカードで、上記のmicro au ICカードを用いる機種専用である。
  - Micro au IC Card 02 (3G) - auが現行ロゴになったのにも併せて、ICCIDが刻まれている箇所除きカード表裏とも色はオレンジで、その裏面にauの現行ロゴと3Gと②が書かれている物に変更された。仕様はmicro au ICカード (Micro 02)と変わらない。
  - au Micro IC Card (LTE) - IC面の色は黒で、その裏面にauの現行ロゴとLTEと⑤が書かれている。上記のmicro SIM とは違い、こちらはLTE対応機種専用となっており、LTE対応機種に機種変更する際は交換が必要である。またこの際には契約変更手数料3150円がかかる。既存のmicro SIM 対応の3G/WiMAX機種での使用と、その逆のMicro 02をLTE機種で使用することはできない。
    - 大日本印刷製：端子がカード全面に展開されているが、従来の同社デザインと異なっている。MADE IN JAPAN。
    - ジェムアルト製：端子がMicro 02に比べて横方向が小さく、縦方向はやや大きくなっている。MADE IN CHINAがほとんど。

  - au Micro IC Card (LTE) U - au Micro IC Card (LTE)のUQ WiMAX向けと思われる。カードパッケージにUQ WiMAXのロゴが入っており、オレンジ色の注意書きが追加されているが、ICカード自体のデザインに変化は無い。
  - au Micro IC Card (LTE) ＜MVNOサービス用＞ - au Micro IC Card (LTE)のUQ mobile向けと思われる。カードパッケージにはMVNOサービス用と書かれている。ICカードと台紙のデザインが異なり、台紙左上に白のラインが追加され、ICカードの⑤の部分はアルファベットの“S”または“D”を“○”で囲まれたものが書かれている。 (“S”はシングル回線用、“D”はデュアル回線用と思われる。)
- nano SIM カード
  - au Nano IC Card (LTE) - 端子面の裏はauの現行ロゴと、⑥が書かれている。契約上はau Micro IC Card (LTE) と同様にLTE契約と扱われるため、au Micro IC Card (LTE)のサイズ違いとも言える。iPhone 6/6 Plus/6s/6s Plus/SE/7/7 Plusは、このau ICカードでVoLTEを使うことができる[14]。また、KYF34でもVoLTEが利用できる[15]。
  - au Nano IC Card (LTE) ＜MVNOサービス用＞ - au Nano IC Card (LTE)のUQ mobile向けと思われる。カードパッケージにはMVNOサービス用と書かれている。ICカードと台紙のデザインが異なり、台紙左上に白のラインが追加され、ICカードの⑥の部分はアルファベットの“s”または“d”を“○”で囲まれたものが書かれている。 (“s”はシングル回線用、“d”はデュアル回線用と思われる。)
  - au Nano IC Card 04 (VoLTE) - au VoLTE対応機種（主にAndroidスマートフォン）用のau ICカードである。3G用カードやau Nano IC Card (LTE)とは互換性がなく、3G端末/4G LTE端末からVoLTE専用端末への機種変更時はこのカードに交換が必要となる。また、5G契約においても、このカードを使用するが、VoLTE契約から5G契約への機種変更時は交換が必要となる。なお、前述のとおり、iPhone 6/6 Plus以降のiPhoneはVoLTEの使用が可能となっており、このカードを挿入しても利用できる[6]。カードデザインは、au Nano IC Card 04 LE、KDDI IoT Nano IC Card S01、au MVNO Multi IC Card 01と類似。色はグレーで端子面の裏にauの現行ロゴと、⑨が書かれている。au 3Gには非対応 (海外ローミング時には、3G通信も利用できる)。
  - au Nano IC Card 04 LE - iPhone 8/8 Plus/iPhone X以降のiPhone、iPad mini 4/iPad Pro以降のiPad、一部[10]を除くau VoLTE対応ケータイ、2015年夏モデル以降のタブレット、および、2017年冬モデル以降のデータ通信端末用のau ICカードである。また、5G契約においても、このカードを使用するが、VoLTE契約から5G契約への機種変更時は交換が必要となる。Androidスマートフォン以外の製品全般に使用される。カードデザインは、au Nano IC Card 04、KDDI IoT Nano IC Card S01、au MVNO Multi IC Card 01と類似。端子面の裏にauの現行ロゴと、○に囲まれたLの文字が書かれている。契約上はVoLTEとなる。au 3Gには非対応 (海外ローミング時には、3G通信も利用できる)。このSIMを用いた場合、AndroidスマートフォンではNFC機能が利用できない[8]。
  - KDDI IoT Nano IC Card S01 - IoT向けのau ICカードである。
- マルチSIMカード - VoLTE対応のau ICカードである。使用にはSIMロックの解除が必要になる。従来のau ICカードと異なり、1枚のカードでmini SIM、micro SIM、nano SIMの3つのサイズに対応でき、その中から1つを切り離して利用する。
  - au MVNO Multi IC Card 01 - MVNO向けのVoLTE対応au ICカードで、UQ mobileを除くmineoやFiimoといったau VoLTE対応のMVNOがこのSIMを提供している。カードデザインは、au Nano IC Card 04、au Nano IC Card 04 LE、KDDI IoT Nano IC Card S01と類似。nano SIMにした時に黄色のラインにau MVNO①と書かれている。
  - UQ mobile Multi IC Card 01 - UQ mobile向けのVoLTE対応au ICカードで、説明文章・問い合わせ先等もUQ mobile向けに変更されている。カード表面はビビッドピンクで、デザインはpovo Multi IC Cardと酷似。nano SIMにした時に灰色のラインにUQ mobile①と書かれている。
  - povo Multi IC Card - povo向けのVoLTE対応au ICカードで、説明文書・問い合わせ先等も通常のau ICカードと異なり、povo向け（ウェブサイトもしくは専用アプリから問い合わせをする旨が記載）に変更されている。auが自社向けに提供するマルチSIMカードとしては初めてで、2021年10月現在、唯一のマルチSIMカードである。auで販売された端末でこのカードを使用する場合、SIMロックの解除は不要である（SIMフリー以外はSIMロック解除必須）。カード表面はイエローで、デザインはUQ mobile Multi IC Card 01と酷似。nano SIMにした時にpovoと書かれている。このカードのみ、他のカードにある丸で囲まれた数字は記載されていない。

### 保守用カード
auショップやPiPit、トヨタレンタリース、トヨタ純正部品共販店を含むトヨタの各ディーラーなどの販売店に常備されている。このカードはSIMロックレベル2の影響を受けず、どのau携帯電話でも利用できるため、ICカードの故障切り分けなどに利用される。なお、このカードにも電話番号が記録されており、発着信等も可能。IC面はオレンジの地で上記と同様のロゴが描かれており、一部、灰色地で「保守用」と書かれている。ICの反対の面はICCIDが刻まれている他、小さい四角い枠の中に「保守用」と刻まれている。micro SIMタイプやNano SIMタイプ(LTE用/VoLTE用)の保守用カードも常備されているが、もともとLTE/VoLTE端末はSIMカードを差し替えても利用が可能なため、通常のICカードと同一のものが流用されている。

## ギャラリー

mini SIM
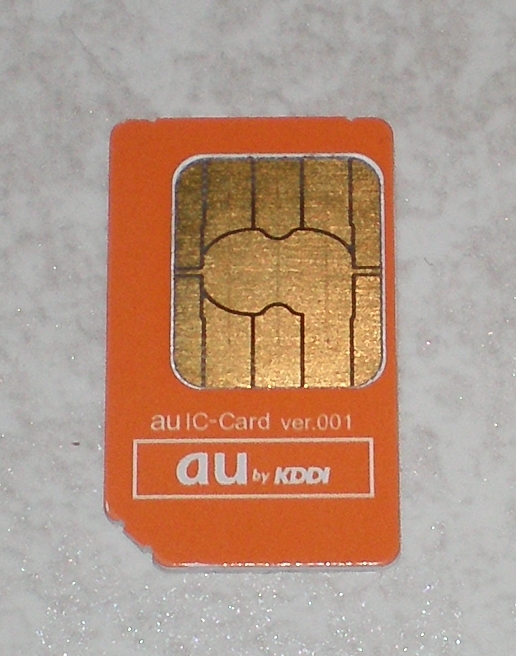
au ICカード ver.001 SIM本体
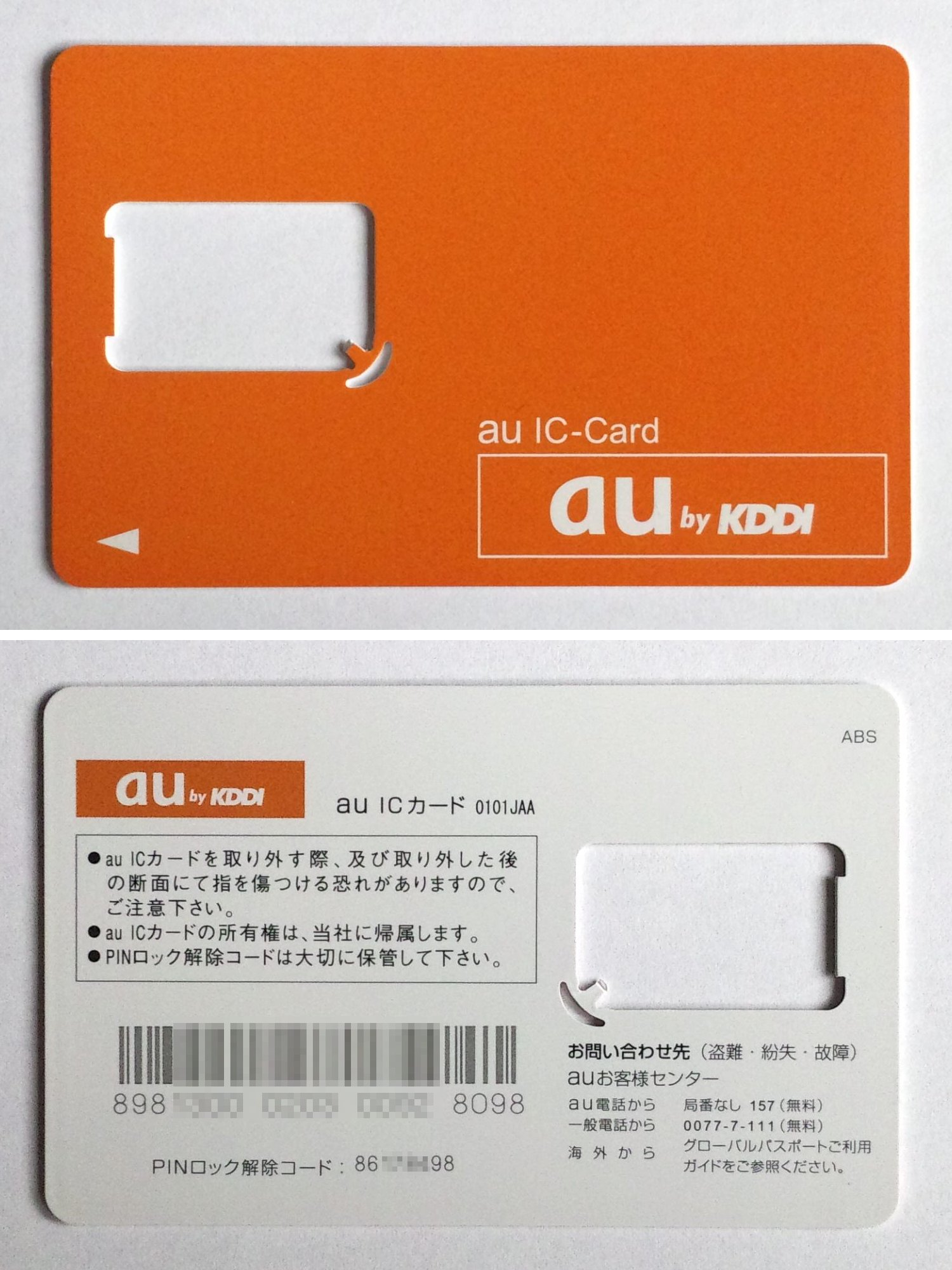
au ICカード ver.001
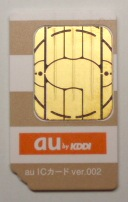
au ICカード ver.002 SIM本体
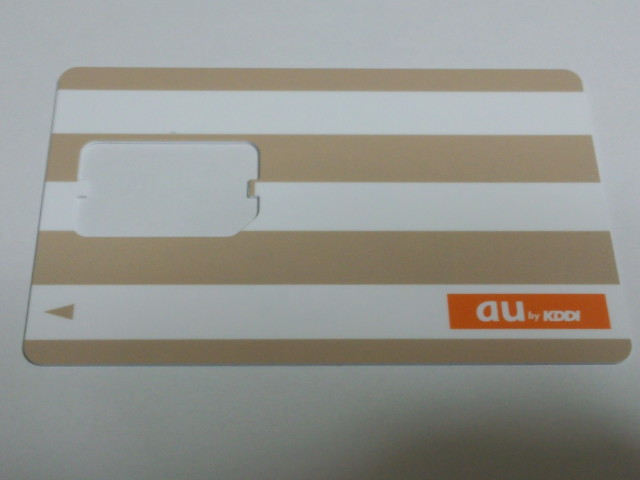
au ICカード ver.002
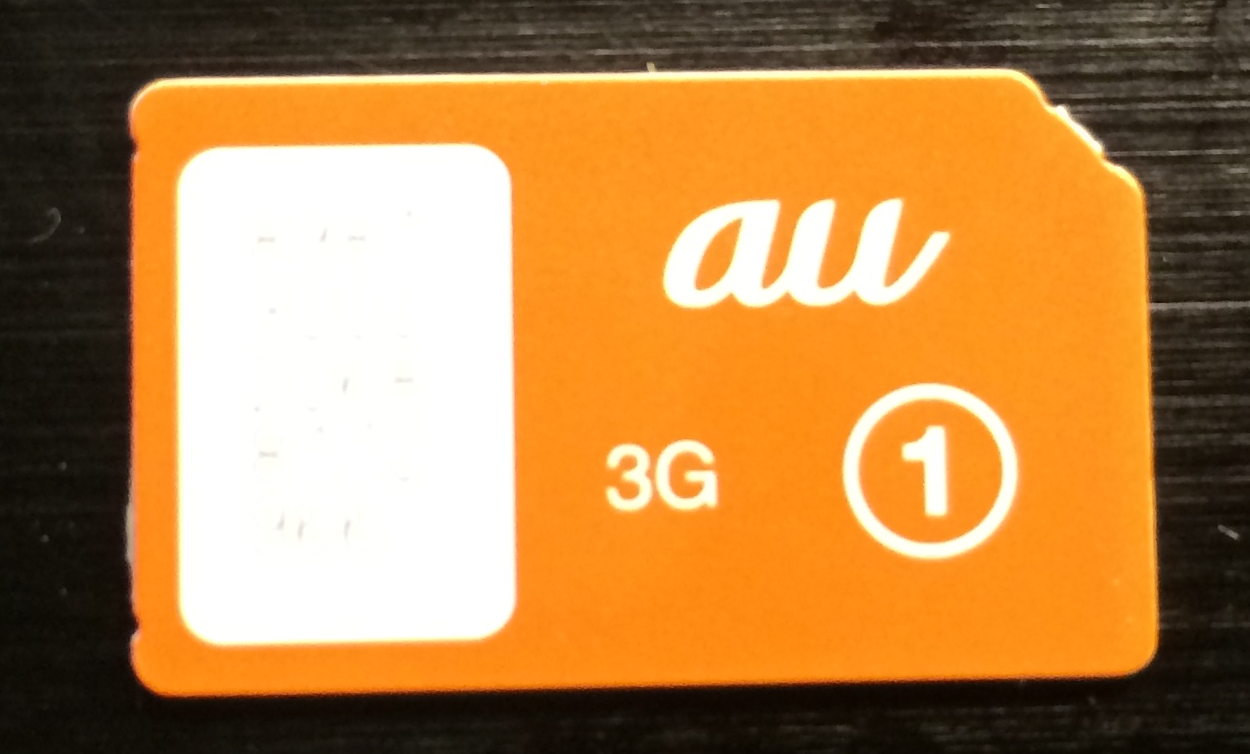
au ICカード02 SIM本体

micro SIM
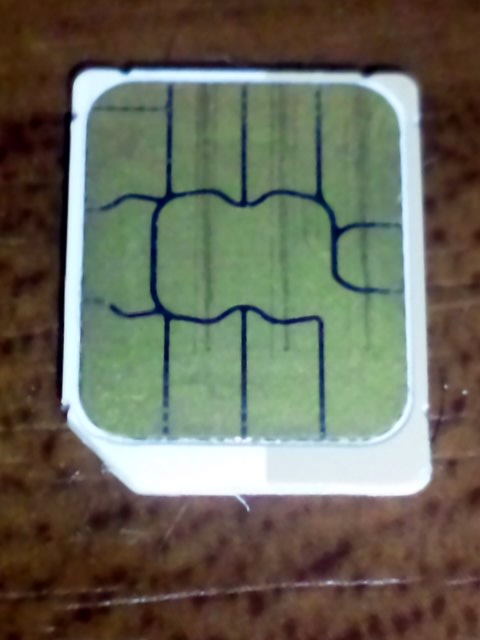
micro au ICカード (Micro 02)
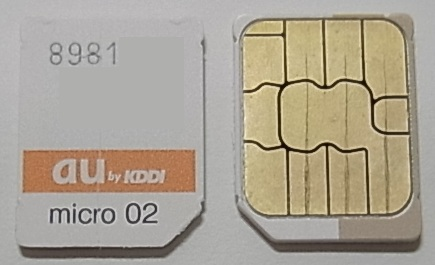
au micro 02 (初期) SIM本体
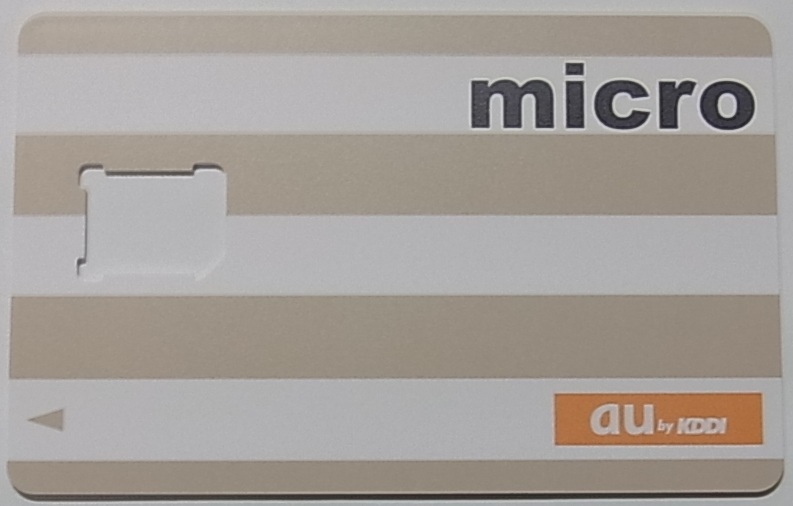
au micro02 (初期)
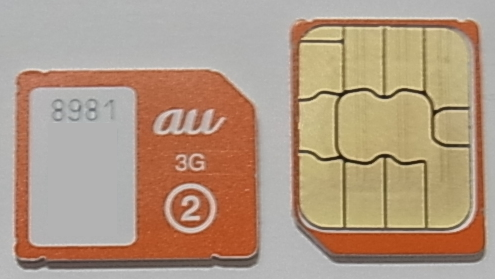
Micro au IC Card 02 (3G) SIM本体
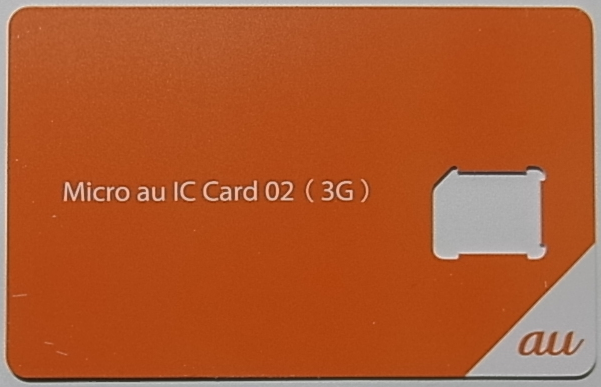
Micro au IC Card 02 (3G)
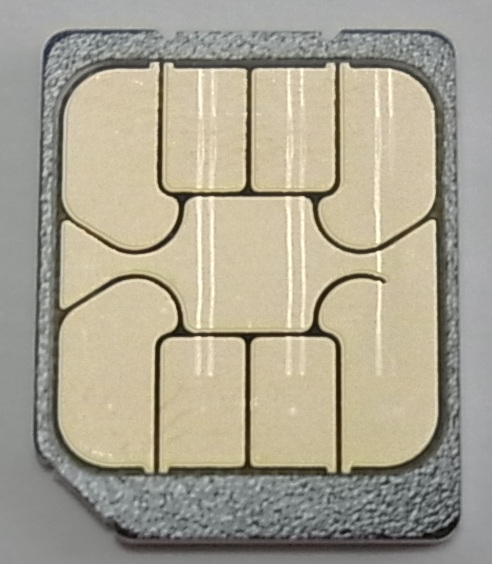
au Micro IC Card (LTE) SIM本体 (大日本印刷製)
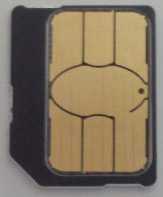
au Micro IC Card (LTE) SIM本体 (ジェムアルト製)
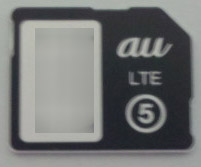
au Micro IC Card (LTE) の裏面
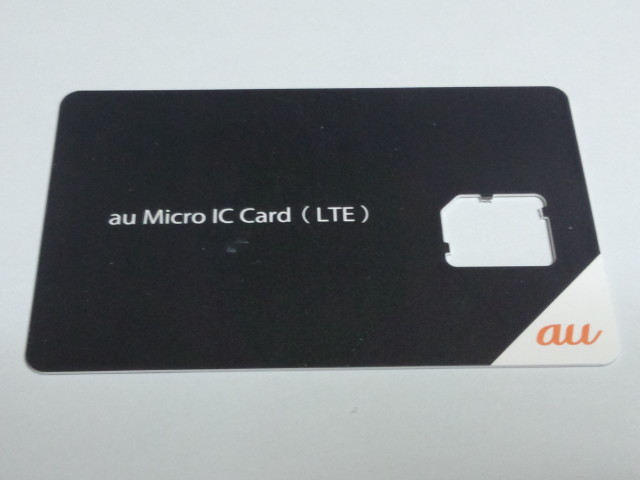
au Micro IC Card (LTE)

micro SIM(MVNO用)
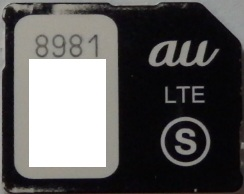
au Micro IC Card (LTE) SIM本体(MVNO用)
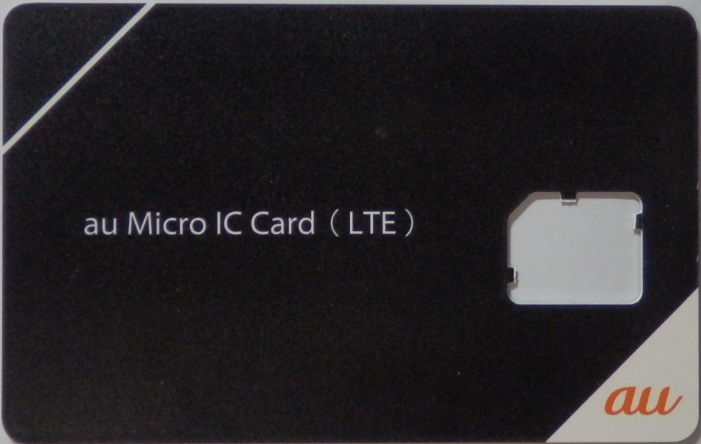
au Micro IC Card (LTE) (MVNO用)
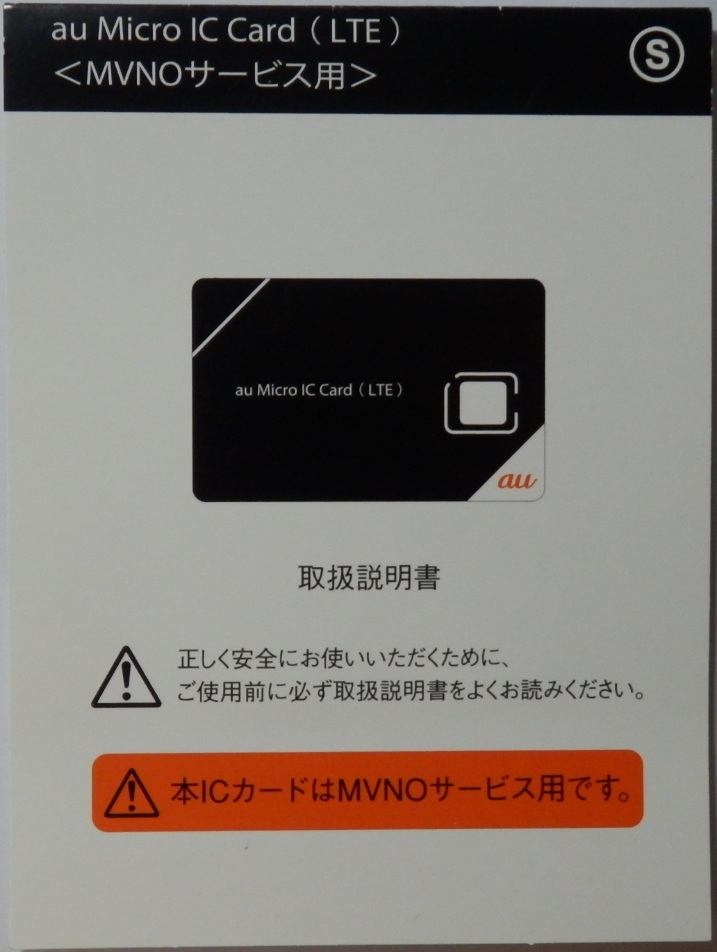
au Micro IC Card (LTE) のパッケージ (MVNO用)

nano SIM
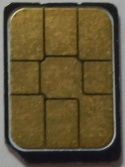
au Nano IC Card (LTE) SIM本体 (大日本印刷製)
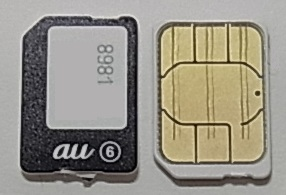
au Nano IC Card (LTE) SIM本体 (ジェムアルト製)
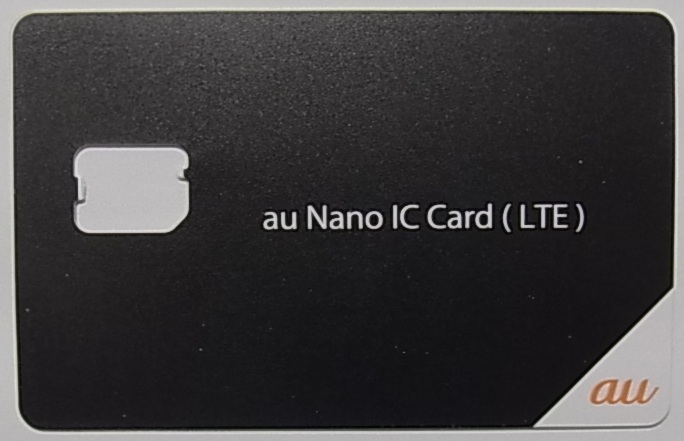
au Nano IC Card (LTE)

nano SIM(MVNO用)
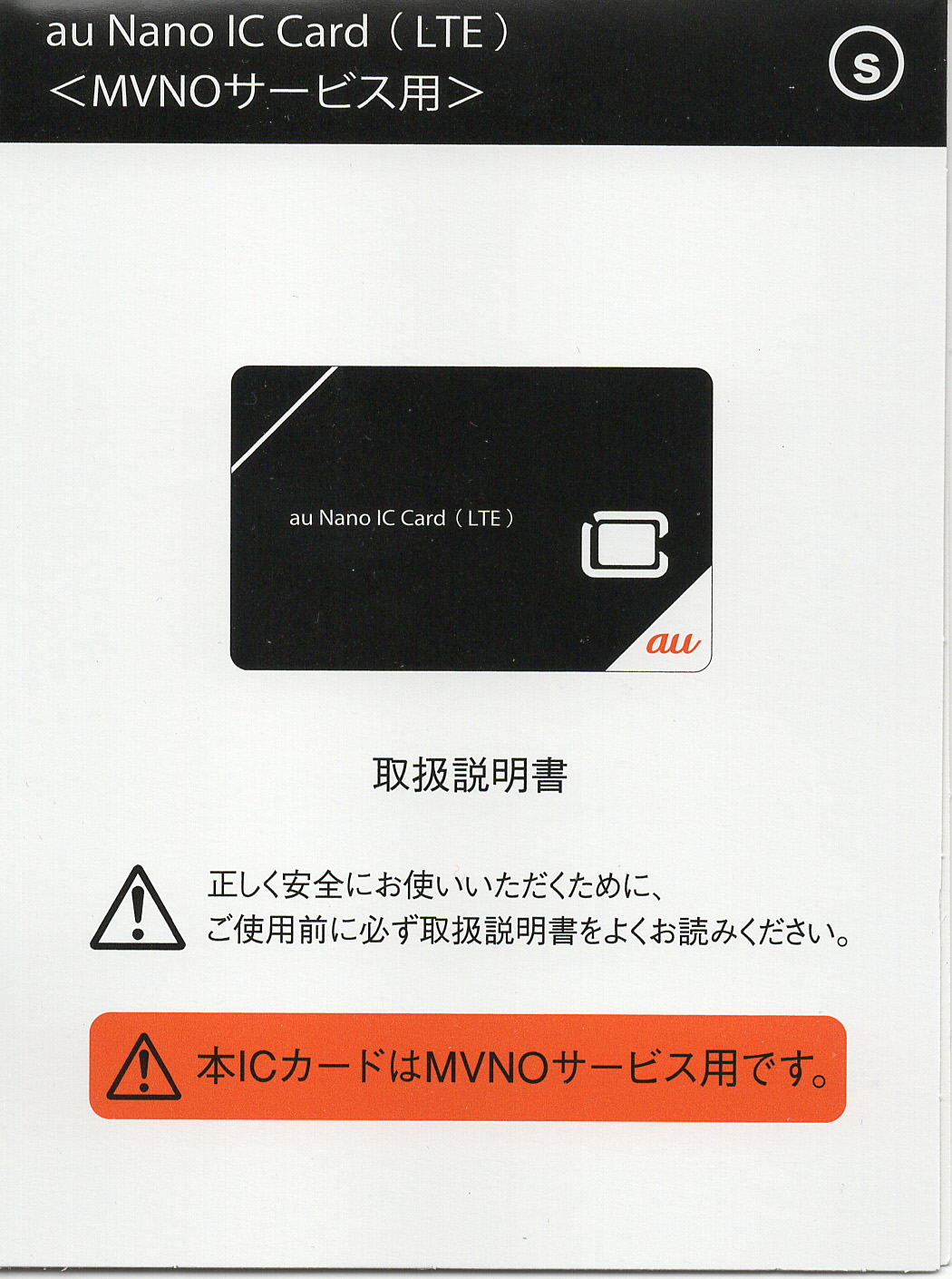
au nano ICカード
＜MVNOサービス用＞のパッケージ (ジェムアルト製)
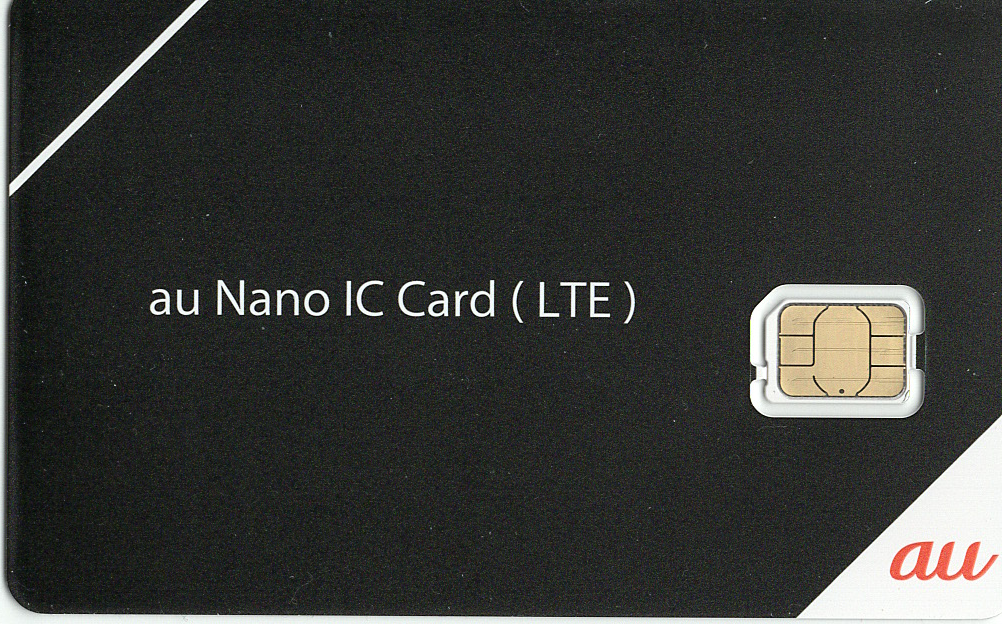
au Nano IC Card (LTE) IC部切り抜き前のカード (ジェムアルト製) 左上の白色斜線がMVNO用の区別として見受けられる。
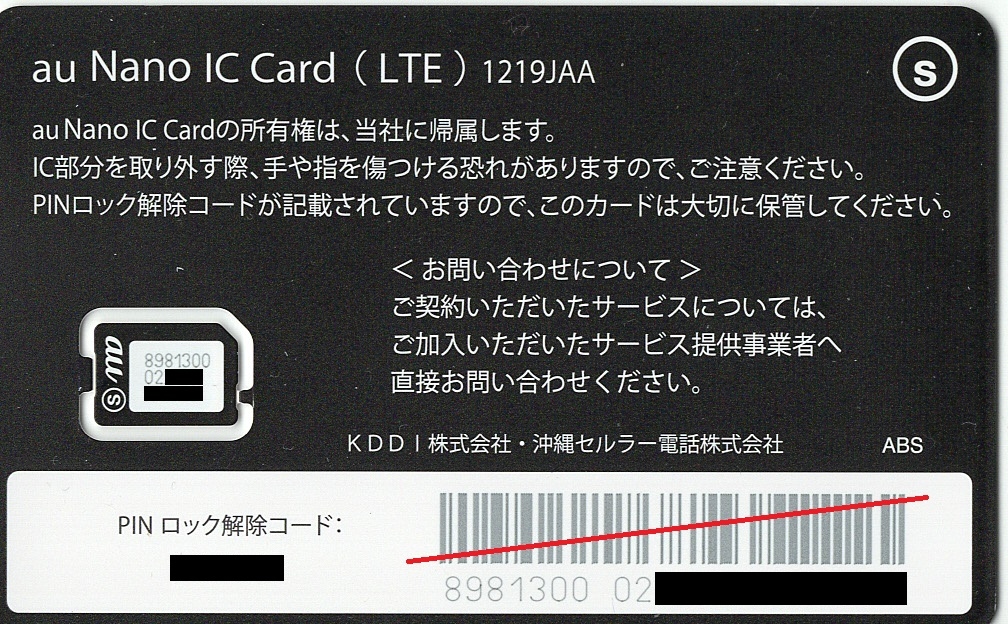
同左裏面 KDDI/沖縄セルラー向けは○に6と記載に対し、MVNO用はSと記載し区別している。

nano SIM (VoLTE)
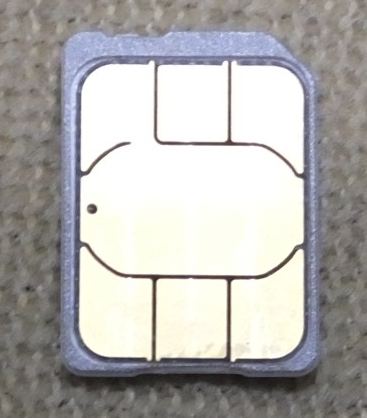
au Nano IC Card 04 (VoLTE) SIM本体 (ジェムアルト製)
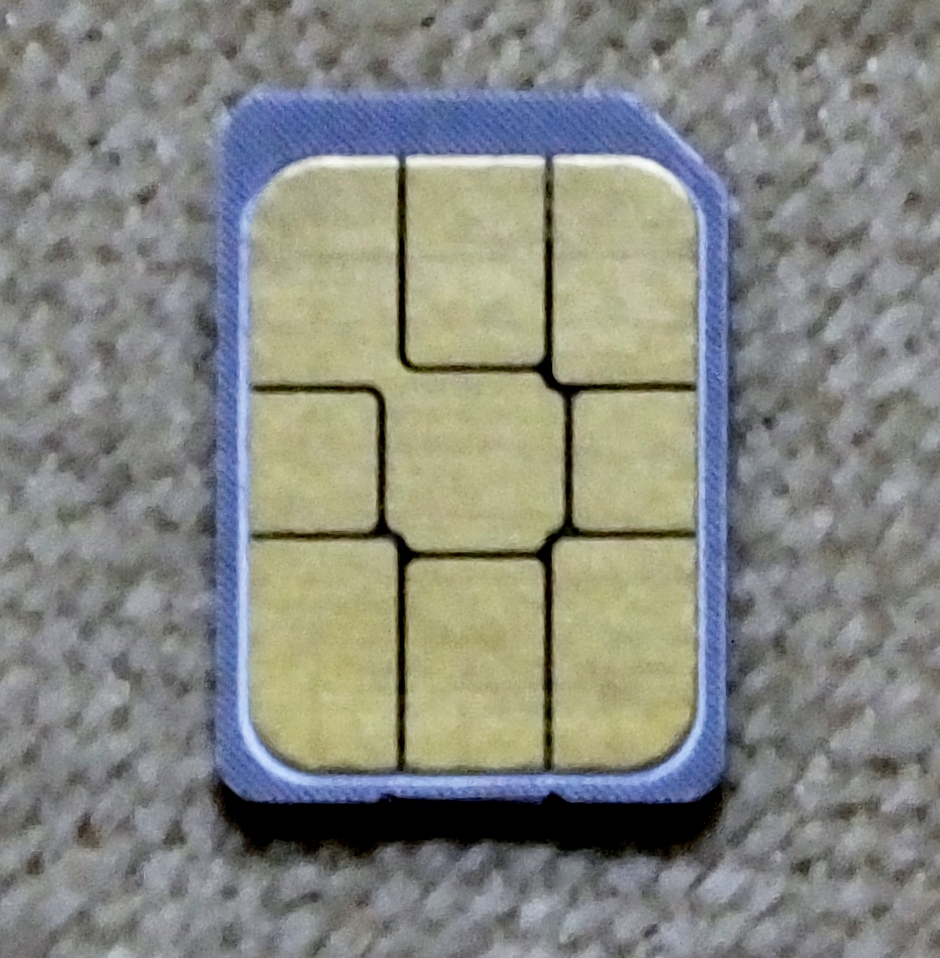
au Nano IC Card 04 (VoLTE) SIM本体 (大日本印刷製)
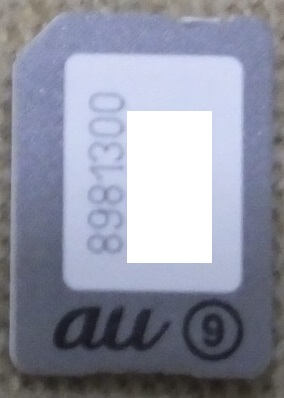
au Nano IC Card 04 (VoLTE) 裏面
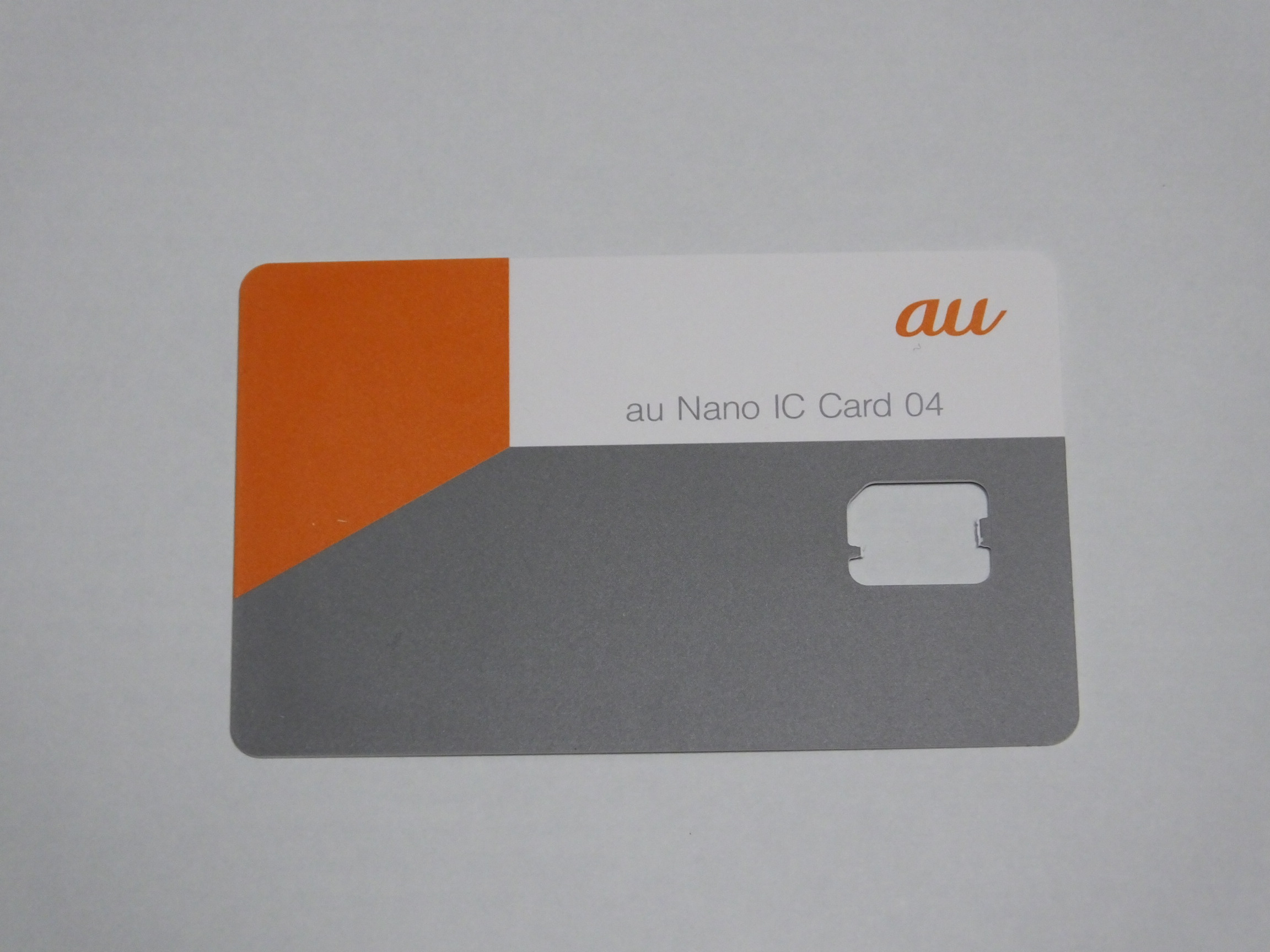
au Nano IC Card 04 (VoLTE)
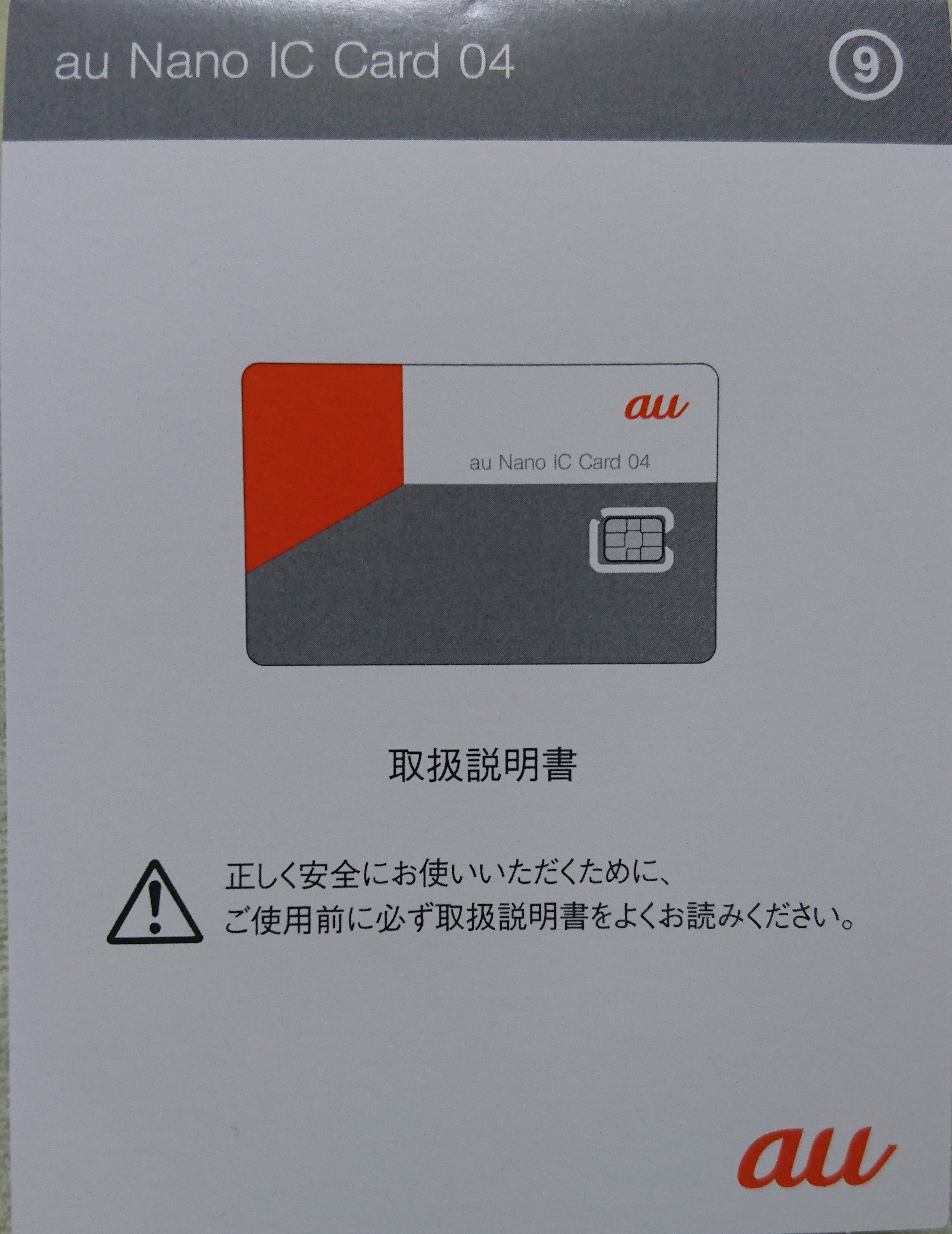
au Nano IC Card 04 (VoLTE) のパッケージ
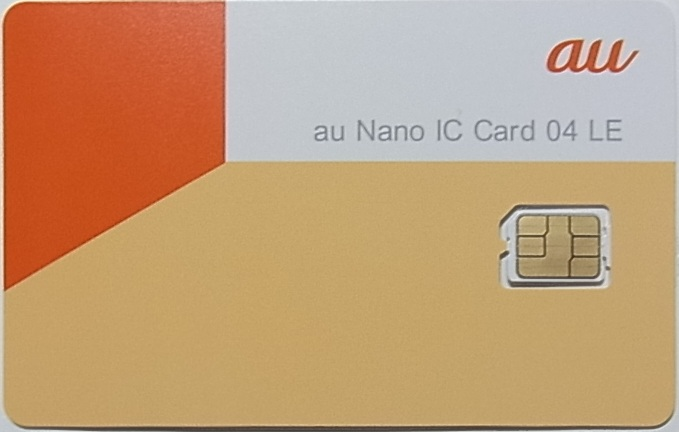
au Nano IC Card 04 LE
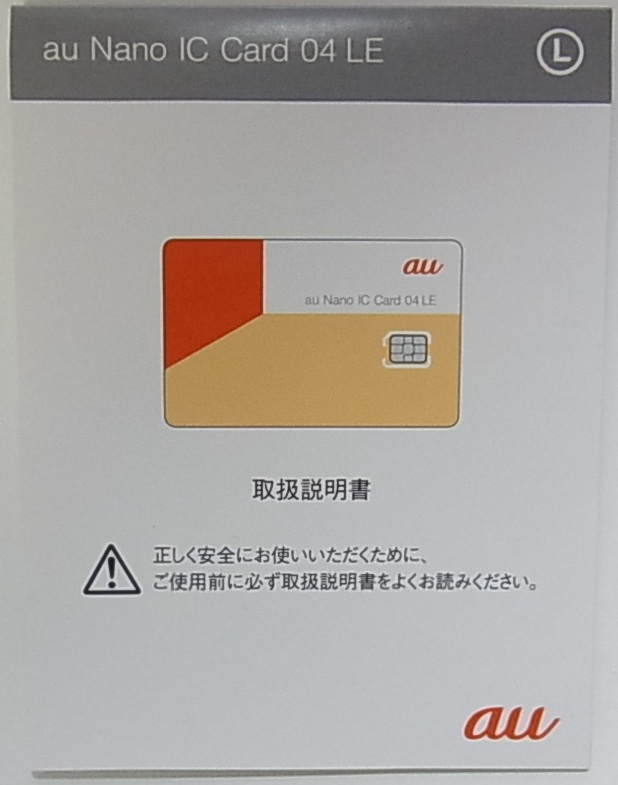
au Nano IC Card 04 LEのパッケージ

Multi SIM (VoLTE/MVNO用)
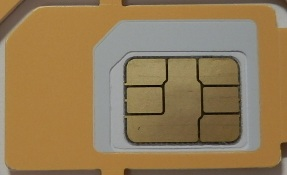
au MVNO Multi IC Card 01 SIM本体 (ギーゼッケ アンド デブリエント製)
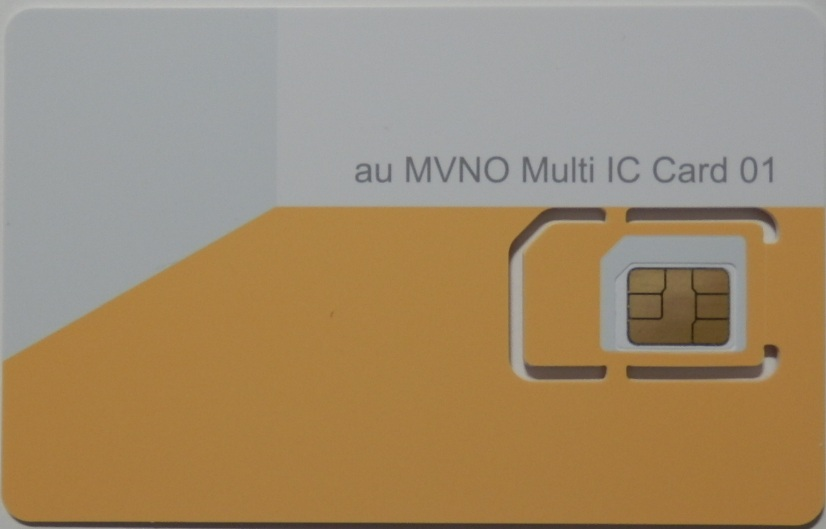
au MVNO Multi IC Card 01
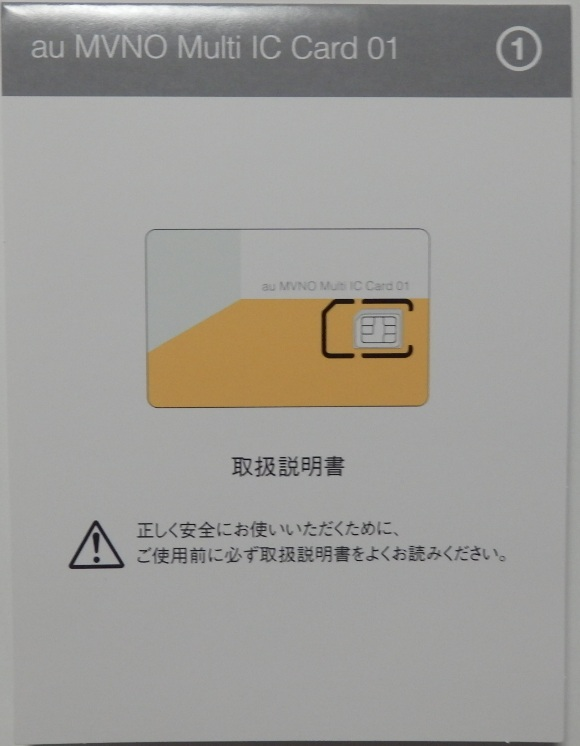
au MVNO Multi IC Card 01のパッケージ
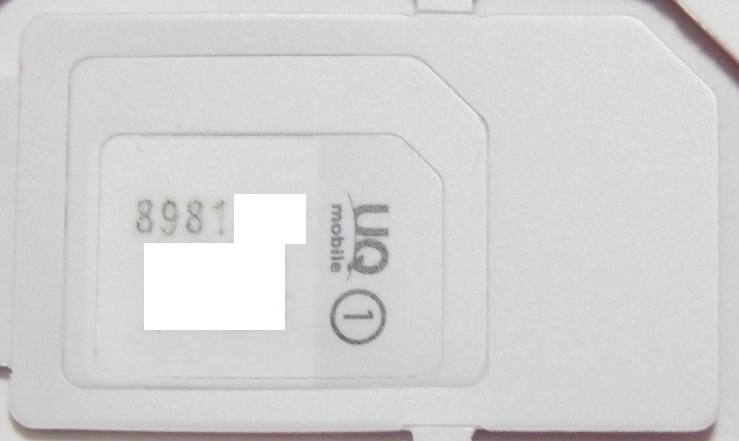
UQ mobile Multi IC Card 01 SIM本体 (ギーゼッケ アンド デブリエント製)
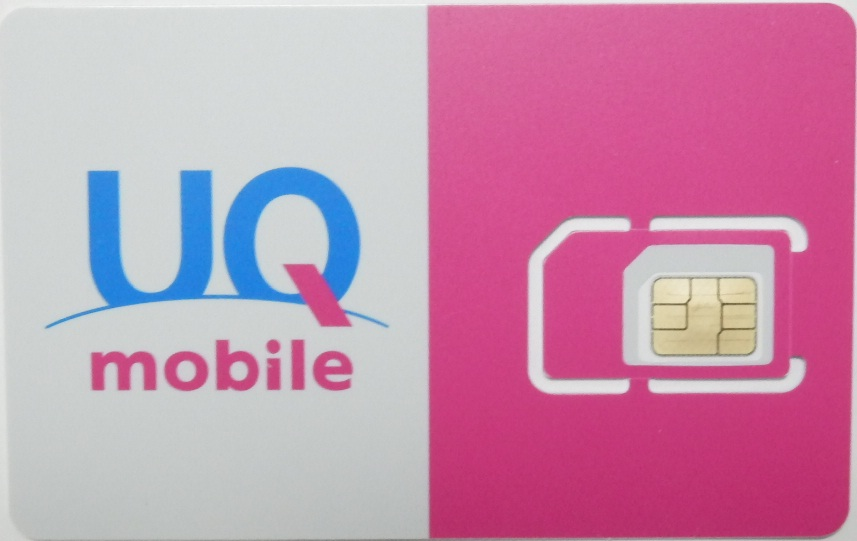
UQ mobile Multi IC Card 01 (ギーゼッケ アンド デブリエント製)
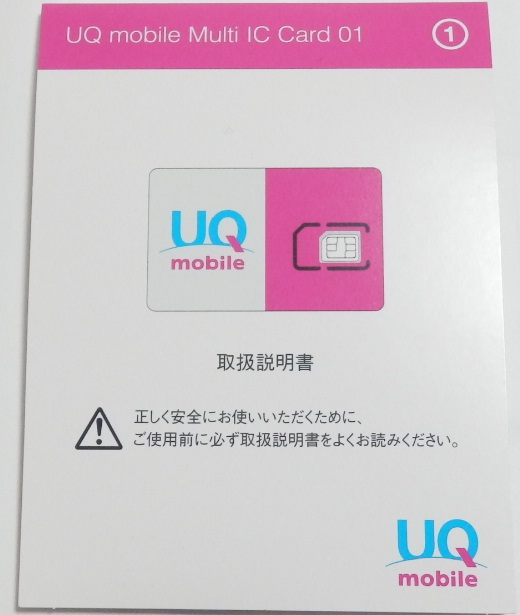
UQ mobile Multi IC Card 01のパッケージ

## 注
1. ↑  “auICカード対応のauケータイを譲り受けたのですが、自分のauICカードを差し替えれば利用できますか？”. 2017年10月9日閲覧。
2. ↑  例外として、SIRIUS α IS06(PTI06)などのスマートフォンに限りSIMの制限はない。CDMA2000 1x系の通信方式であるためW-CDMA系の通信方式を採用したキャリア（ドコモ、ソフトバンクモバイル、イー・モバイル等）の端末は利用できない。
3. ↑  後藤祥子 (2005年8月11日). “「au ICカード」、他人の携帯では動かない？”.   ITmedia. 2008年11月5日閲覧。
4. ↑  田中聡 (2012年2月8日). “iPhone 4Sも――auの一部スマートフォンはSIMの“キャリア内ロック”なし”.   ITmedia. 2017年10月9日閲覧。
5. ↑  白根雅彦 (2011年12月9日). “「auのiPhoneにしたら選べなくなってしまった！」”.   ケータイWatch. 2017年10月9日閲覧。
6. 1 2 3 4 5  iPhone 6/6 Plus/6s/6s Plus/SE/7/7 Plusはau Nano IC Card (LTE)とau Nano IC Card 04 (VoLTE)のどちらでも使用可。ただし、iPhone 6/6 PlusはiOS 11以上のSIMフリー版に限る。
7. 1 2  KYF31はau Nano IC Card 04のみ利用可。KYF34はau Nano IC Card (LTE)のみ利用可。
8. 1 2  石井徹 (2017年9月21日). “au、新iPhoneから3G非対応に～機種変更時にSIMカード交換が必要”.   ケータイWatch. 2017年10月9日閲覧。
9. ↑  iPad mini 4/iPad ProはSIMロックを解除することでau Nano IC Card (LTE)でも利用できる。
10. 1 2  前述のau Nano IC Card (LTE)対応機種およびau Nano IC Card 04 (VoLTE)対応機種
11. ↑  ISW11MにはSIMスロットを搭載しているが、これはW-CDMAエリア専用で通常は利用できない。
12. ↑  本機はCDMA 1X (CDMA2000 1xMC) 専用のGPS搭載携帯型位置情報ツールなので、当然ながらau ICカードに非対応となっている。
13. ↑  SIMフリー化したLGL22にmineo VoLTE契約のSIMを入れると電話番号、ICCID等のSIM情報は読めている為
14. ↑  iOS 8.3以上へのアップデートとキャリア設定のアップデートが必要。ネットワーク設定オプションへの申し込みが必要。
15. ↑  設定が必要。